# Aliaxandr Dziamianavich
Aliaxandr Dziamianavich –en bielorruso, Аляксандр Дзямянавіч– (8 de agosto de 1985) es un deportista bielorruso que compite en lucha grecorromana. Ganó una medalla de bronce en el Campeonato Europeo de Lucha de 2014, en la categoría de 71 kg.

## Palmarés internacional
| Campeonato Europeo | Campeonato Europeo | Campeonato Europeo | Campeonato Europeo |
| Año                | Lugar              | Medalla            | Categoría          |
| ------------------ | ------------------ | ------------------ | ------------------ |
| 2014               | Vantaa (Finlandia) | Medalla de bronce  | 71 kg              |